# Guillaume de Hesse-Philippsthal-Barchfeld (1786-1834)
Frédéric Guillaume Charles Louis de Hesse-Philippsthal-Barchfeld (10 août 1786 à Barchfeld; 30 novembre 1834 à Copenhague, est prince de Hesse-Philippsthal-Barchfeld de la Maison de Hesse.

## Biographie
Frédéric-Guillaume est le fils du comte Adolphe de Hesse-Philippsthal-Barchfeld (1743-1803) de son mariage avec Louise de Saxe-Meiningen (1752-1805), fille du duc Antoine-Ulrich de Saxe-Meiningen.
Il est d'abord Capitaine de cavalerie et Lieutenant-colonel dans l'armée danoise. Puis il travaille pour l'Électorat de Hesse, et est ensuite officier impérial autrichien dans le régiment du prince de Schwarzenberg, et est finalement général de division autrichien. En 1817, il sert le Danemark comme général de division et est chef du régiment à cheval de la garde royale danoise.

## Mariage
Guillaume épouse le 22 août 1812 dans le Palais de Frederiksberg la princesse Julienne-Sophie de Danemark (1788-1850), fille du prince Frédéric de Danemark (1753-1805) et de la duchesse Sophie-Frédérique de Mecklembourg-Schwerin (1758-1794). Le mariage n'a pas d'enfants.